# Pati (espai de joc)

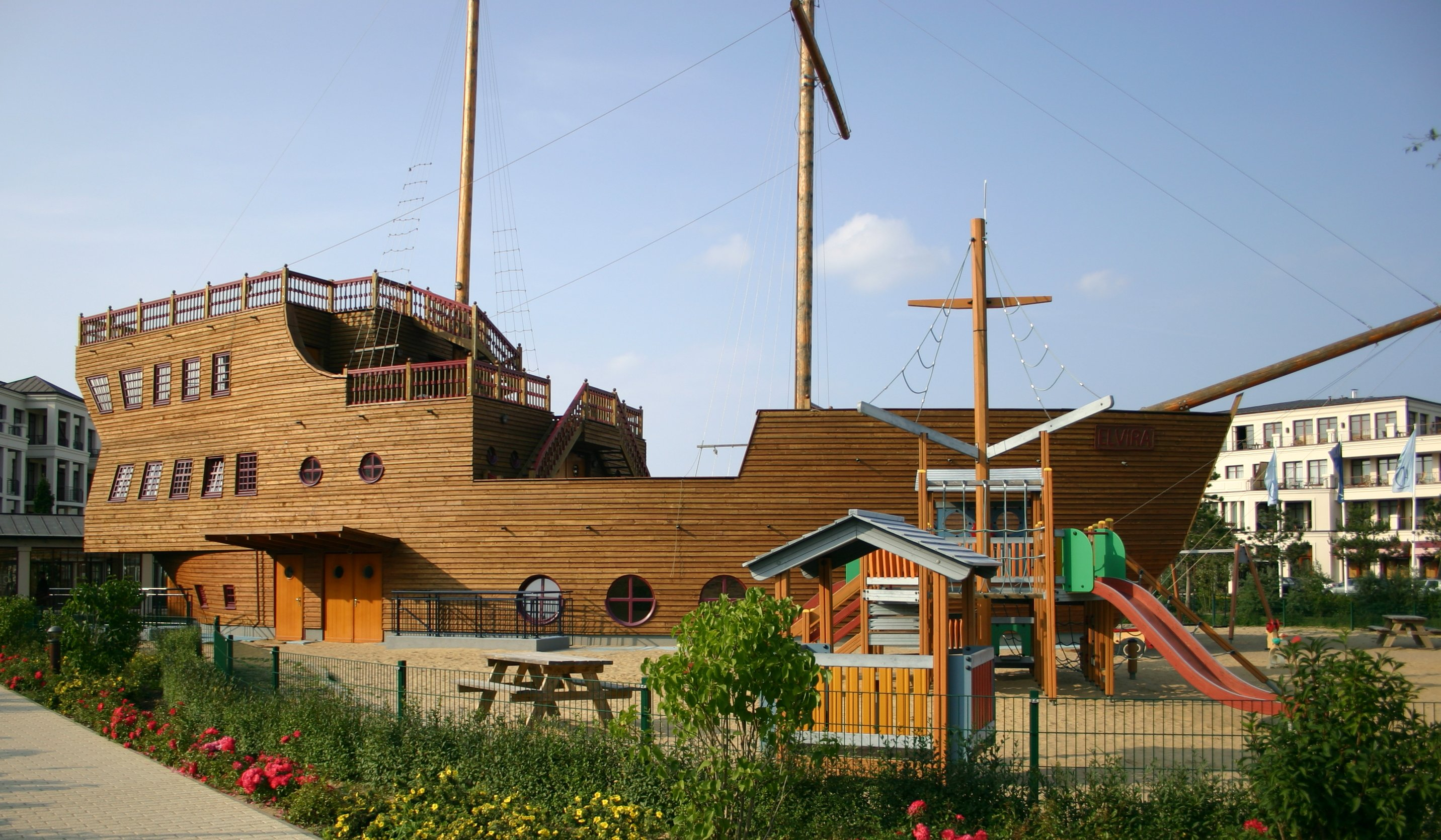
Pati de jocs amb edifici en forma de vaixell a Rostock

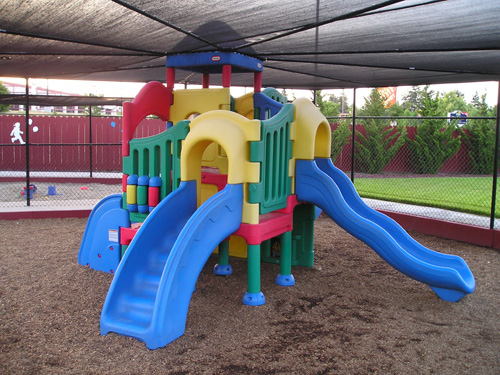
Combinació d'elements típics en un pati.

Un pati o àrea de joc és un espai dissenyat especialment on els nens hi poden jugar, també destinat al descans dels alumnes entre dues classes. Els patis sovint faciliten jugar esports de forma informal, com futbol, llocs on poder patinar i una pista de bàsquet. Els patis també són espais oberts dins del perímetre de l'escola. Les seves dimensions depenen de l'espai de què es disposa al centre. Generalment, els patis es localitzen a l'exterior de l'edifici però per limitacions d'espai també es poden situar a dins del mateix edifici. Els patis inclouen elements recreatius com per exemple el tobogan, el gronxador, barres de mico, balancins, cases de joc, trapezis i laberints, que la majoria ajuden a desenvolupar coordinació física, força, i flexibilitat, també proveint diversió i felicitat. És comú en els patis moderns "estructures de joc", que enllacen diferents elements.
En algunes ocasions, per aprofitar al màxim els espais, els patis s'han arribat a instal·lar a les terrasses o a la teulada dels edificis. En aquests casos, és important que el recinte estigui protegit a través de tancaments laterals per a evitar accidents i malles o reixes per impedir la caiguda de pilotes.

## Objectius
Professorat i educadors:
- Motivar l'estudi de les cultures existents en el centre educatiu.
- Entendre conductes diferents per actuacions socials diverses.
- Fomentar actituds de respecte, tolerància, esperit de convivència, cooperació entre l'alumnat.
- Incentivar-los en la utilització de l'Educació Física, la Psicomotricitat i el Joc com a eines que facilitin el procés d'integració. Així com aportar coneixements sobre això.

Alumnat:
- Ajudar-los a comprendre millor la pròpia realitat i aproximar-sense cap mena de prejudicis.
- Donar-los a conèixer l'existència de les diferents cultures al centre.
- Ensenyar-los a respectar les diferents conductes socials manifestades per l'alumnat procedent d'altres cultures.
- Desenvolupar actituds de respecte, tolerància social, esperit de convivència, cooperació…
- Fer-los gaudir i aprendre a través de l'Educació Física, la Psicomotricitat i el joc.

## Elements típics d'un pati

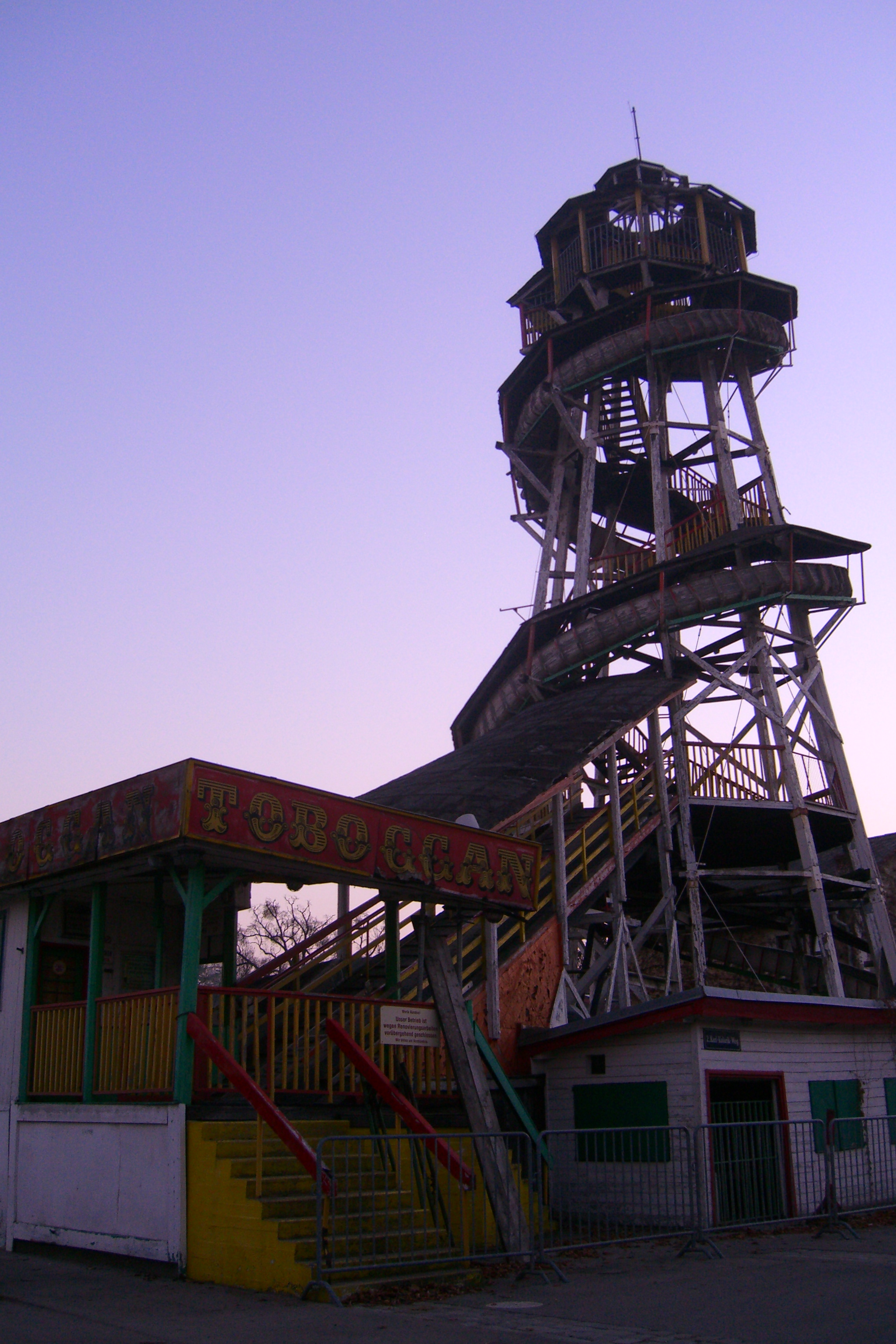
Tobogan

Tobogan:És una construcció de caràcter recreatiu, que consisteix en una rampa elevada, per la qual es pot accedir a través d'una escala que es troba al costat oposat de la rampa.

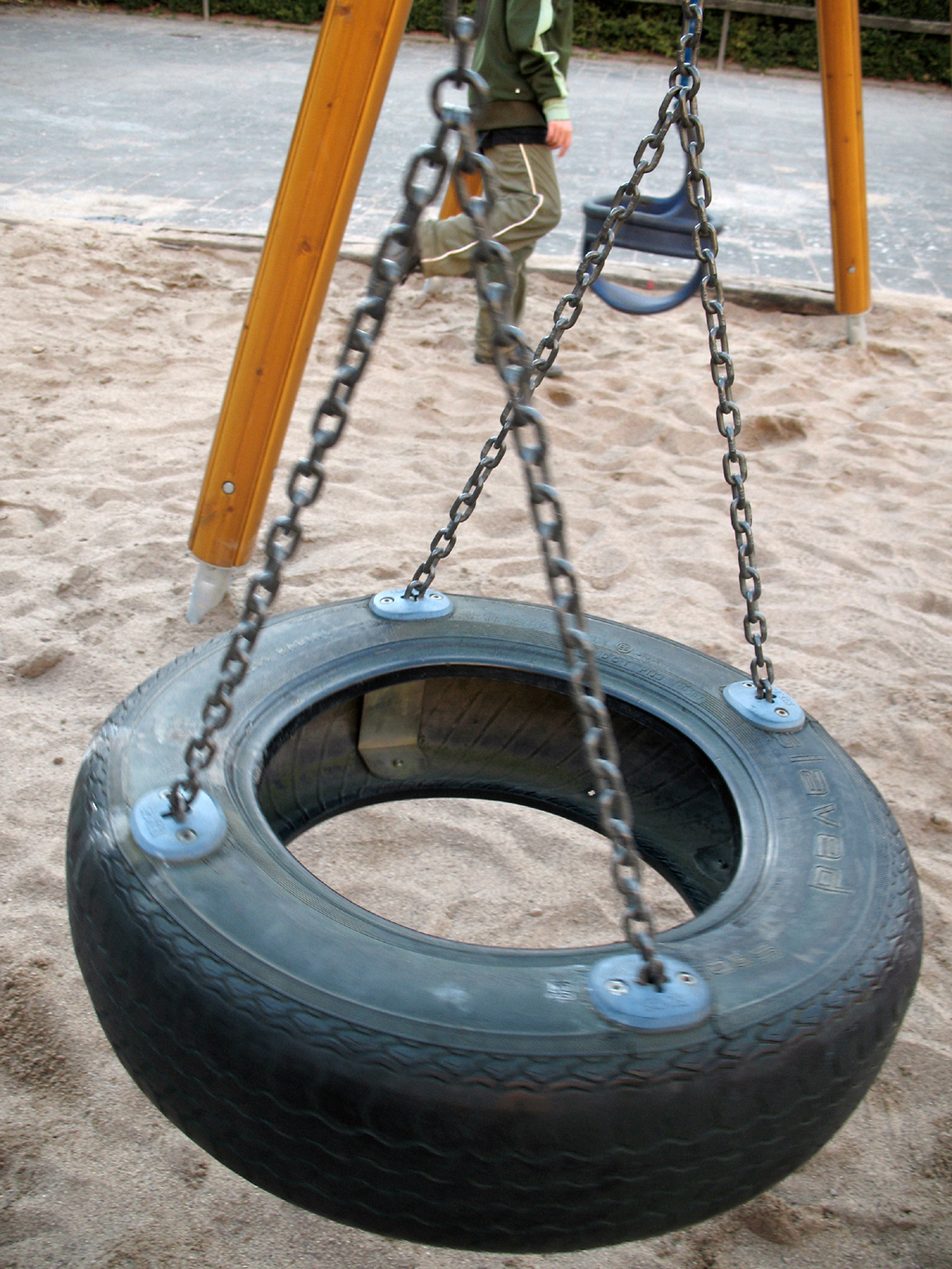
Gronxador format per un pneumàtic.

Gronxador: és un seient penjat utilitzat pels nens per a la seva diversió. Consisteix en el balanceig de la persona i el moviment que aquest ofereix, d'endavant cap endarrere, pel senzill fet que està penjat i subjectat per unes cordes. Poden estar fets de diferents materials com fusta, metall, plàstic...

## Exemples d'activitats
Les activitats recollides a continuació estan dirigides a nens de 3 i 6 anys que són les edats pertanyents a Educació Infantil en els centres educatius.
Totes persegueixen els mateixos objectius:
- Desenvolupar les capacitats físiques, psíquiques i socials de l'alumnat.
- Interaccionar amb tots els components de la mateixa classe i d'altres.
- Rebutjar qualsevol tipus de discriminació.
- Fomentar actituds de respecte, tolerància, col·laboració, ajuda, solidaritat, participació ...

## Normativa dels parcs
La normativa del pati d'una escola és diferent dels patis municipals. El pati està regit per les normes que imposa l'escola d'on està integrat, en canvi, el parc si pertany a l'Ajuntament té unes altres normes.
Per exemple, un parc que està regit per l'Ajuntament de Barcelona té les següents normes:
- Portar els gossos lligats amb la corretja.
- Prohibit trepitjar la gespa.
- Obligatori recollir els excrements del seu gos.
- Llençar les escombres a la paperera.

Aquestes normes poden estar per tot el voltant del parc però hi ha d'altres que només a la part del parc infantil. A l'entrada d'aquesta àrea infantil et pot posar un cartell amb la normativa següent: l'edat recomana dels nens i nenes, la responsabilitat del bon ús de les instal·lacions són dels adults o pares acompanyants del nens, en cas d'alguna accident o s'hagi trencat alguna instal·lació posa uns números de telèfon, ens indica que està prohibit fumar, que no es poden porta gossos i llençar les escombraries a la paperera.
Si en un parc trobem una font o una cascada, la normativa indica que està prohibit banyar-se a l'aigua i que l'aigua no és potable.
Pot ser que el pati sigui un espai molt gran i que serveixi com lloc d'exercici físic, sovint et poden indicar la manera més saludable de fer un escalfament, les millors postures per no fer-se mal.
També podem trobar a l'entrada dels patis un cartell on posa totes les instal·lacions i serveis que formen el parc, per exemple, els punts verds, si hi ha algun poliesportiu, llacs o circuits esportius.
Moltes vegades hi ha cartells o pancartes com la de la foto on els ajuntaments demanen que es respecti el silenci, ja que pot molestar als veïns.